# غريس موغابي
غريس موغابي (بالإنجليزية: Grace Mugabe)‏ (23 يوليو 1965م) سياسية زيمبابوية، وهي أرملة رئيس زيمبابوي السابق روبرت موغابي. كانت السيدة الأولى في زيمبابوي من عام 1996 حتى استقالة زوجها في نوفمبر 2017، وذلك بعد أسبوع من خلعه من السلطة. ابتداءً من منصب سكرتيرة الرئيس موغابي صعدت غريس في صفوف حزب زيمبابوي الاتحاد الوطني الأفريقي - الجبهة الوطنية الحاكم لتصبح رئيسة اتحادها النسائي وشخصية رئيسية في فصيل الأربعين التجديدي في الحزب. اكتسبت غريس شهرة لتماديها في البذخ خلال فترة الاضطرابات الاقتصادية التي شهدتها البلاد. تم طردها من الحزب مع أعضاء فصيل الأربعين الآخرين خلال الانقلاب الزيمبابوي لعام 2017.